# Tennistoernooi van Moskou 2004
|                                            |  |                                          |
| Anastasia Myskina, winnares bij de vrouwen |  | Nikolaj Davydenko, winnaar bij de mannen |

Het tennistoernooi van Moskou van 2004 werd van 11 tot en met 17 oktober 2004 gespeeld op de overdekte tapijtbanen van het oude Olympisch stadion Olimpijskij in de Russische hoofdstad Moskou. De officiële naam van het toernooi was Kremlin Cup.
Het toernooi bestond uit twee delen:
- WTA-toernooi van Moskou 2004, het toernooi voor de vrouwen
- ATP-toernooi van Moskou 2004, het toernooi voor de mannen

ATP-toernooi van Moskou – WTA-toernooi van Moskou

1996 · 1997 · 1998 · 1999 · 2000 · 2001 · 2002 · 2003 · 2004 · 2005 · 2006 · 2007 · 2008 · 2009 · 2010 · 2011 · 2012 · 2013 · 2014 · 2015 · 2016 · 2017 · 2018 · 2019 · 2020 · 2021